# Енн Вайт
Енн Вайт (англ. Anne White; нар. 28 вересня 1961) — колишня професійна американська тенісистка.
Здобула один одиночний та вісім парних титулів туру WTA.
Найвищу одиночну позицію світового рейтингу — 19 місце досягла 17 березня 1986, парну — 9 місце — 14 березня 1988 року.

## Фінали турнірів WTA

### Одиночний розряд (1 титул, 1 поразка)
| Результат | Ранг | Дата           | Турнір                              | Покриття | Опонент           | Рахунок  |
| --------- | ---- | -------------- | ----------------------------------- | -------- | ----------------- | -------- |
| Поразка   | 1.   | 17 червня 1984 | Edgbaston Cup 1984, Велика Британія | Трава    | Пем Шрайвер       | 6–7, 3–6 |
| Перемога  | 2.   | 9 березня 1987 | Virginia Slims of Arizona, США      | Тверде   | Діанне Фромгольтц | 6–2, 6–1 |

## Виступи на турнірах Великого шолома
| Турнір                                 | 1980  | 1981  | 1982  | 1983  | 1984  | 1985  | 1986  | 1987  | Career SR |
| -------------------------------------- | ----- | ----- | ----- | ----- | ----- | ----- | ----- | ----- | --------- |
| Відкритий чемпіонат Австралії з тенісу |       | 2р    | 1р    | 2р    | 1р    |       | НП    |       | 0 / 4     |
| Відкритий чемпіонат Франції з тенісу   |       | 3р    | 3р    | 3р    | 2р    | 3р    | 1р    |       | 0 / 6     |
| Вімблдонський турнір                   |       | 1р    | 3р    | 2р    | 1р    | 1р    | 1р    | 2р    | 0 / 7     |
| Відкритий чемпіонат США з тенісу       | 2р    | 2р    | 2р    | 2р    | 3р    | 3р    | 1р    | 1р    | 0 / 8     |
| SR                                     | 0 / 1 | 0 / 4 | 0 / 4 | 0 / 4 | 0 / 4 | 0 / 3 | 0 / 3 | 0 / 2 | 0 / 25    |

NH = tournament not held.
A = did not participate in the tournament.
SR = the ratio of the number of Grand Slam singles турніри won to the number of those турніри played.